# Třída Bahamas
Třída Bahamas je třída hlídkových lodí bahamského královského námořnictva. Tvoří ji celkem dvě jednotky.

## Stavba
Objednávka na stavbu dvou velkých hlídkových lodí byla zadána 14. března 1997 americké loděnici Halter-Moss Point Marine v Escatpawpa ve státě Mississippi. Konstrukčně třída vychází z britského typu Vosper Europatrol 250. Jednotky pojmenované Bahamas (P-60) a Nassau (P-61) byly do služby přijaty v letech 1999-2000.
V roce 2013 byl nizozemské loděnici Damen Group zadán rozsáhlý kontrakt na obnovu bahamského námořnictva (Sandy Bottom Project), jehož součástí je celková oprava a modernizace obou jednotek této třídy. Zatímco modernizace Bahamas se ujala loděnice přímo na Bahamách, Nassau k modernizaci v srpnu 2016 připlula do nizozemské loděnice Damen Maaskant Shipyards Stellendam.

## Konstrukce
Plavidla jsou postavena z hliníkových slitin. Jejich výzbroj tvoří jeden 25mm kanón a tři 7,62mm kulomety. Pohonný systém tvoří tři diesely o výkonu 3900 bhp. Nejvyšší rychlost dosahuje 24 uzlů.